# Osama Talal
Osama Talal Sabbah (Amã, 10 de Fevereiro de 1973) é um ex-futebolista jordaniano que foi defensor do Shabab Al-Ordon e da Seleção Jordana de Futebol até se aposentar e se tornar diretor administrativo do Shabab Al-Ordon até agosto de 2010. Ele então passou para a Seleção Jordana de Futebol como diretor. A casa de Mohannad Mahadeen

## Ligações Externas
- Osama Talal em National-Football-Teams.com
- Profile na Associação de Futebol da Jordânia (em árabe) [ligação inativa]